# Gilbert Prenner
Gilbert Prenner CanReg (* 1914; † 22. September 1996) war ein österreichischer römisch-katholischer Ordenspriester und Propst von Stift Vorau.

## Leben
Prenner wurde am 22. Oktober 1953 durch den Konvent von Stift Vorau zum Propst gewählt und beendete den äußerst kostspieligen Wiederaufbau nach dem Stiftsbrand vom 24. April 1945 und der vorausgehenden Umwandlung in eine Nationalpolitische Erziehungsanstalt. Zum Anlass des 800-Jahr-Jubiläums des Stiftes veranlasste Prenner die Renovierung der Stiftskirche (1960–1963). Er resignierte freiwillig 1970 und starb am 22. September 1996.

## Veröffentlichungen
- Stift Vorau im 20. Jahrhundert. Band 1. – Eigenverlag, Stift Vorau 2004